# Synaldis distenta
Synaldis distenta är en stekelart som beskrevs av Papp 1994. Synaldis distenta ingår i släktet Synaldis och familjen bracksteklar. Inga underarter finns listade i Catalogue of Life.